# Casa Coculescu din Pitești
Casa Coculescu este un monument istoric aflat pe teritoriul municipiului Pitești.